# Глеб Святославич (князь смоленский)
Глеб Святосла́вич (около 1355 — 1399) — великий князь Смоленский (1392—1395), старший сын Святослава Ивановича Смоленского.

## Биография
В 1386 году Глеб участвовал в битве с литовцами при реке Вехре, был взят в плен и отведён в Литву. В 1389 году, когда Витовт после неудачной попытки овладеть Вильной вынужден был уйти из Литвы и искать убежища у Тевтонского ордена, Глеб был передан вместе с некоторыми членами семьи Витовта магистру Тевтонского ордена в качестве литовского заложника, но позднее отпущен.
В 1392 году Глеб Святославич был назначен князем смоленским.
В 1395 году Глеб находился в Смоленске. В этом году Витовт распустил слух, что собирается идти на Тамерлана, а сам появился с сильным войском под стенами Смоленска, где князья Глеб и Юрий Святославичи спорили между собой о праве на Смоленское княжество.
Глеб с боярами приехал в литовский стан и был дружелюбно принят Витовтом, заявившим, что желает быть посредником между князьями смоленскими и хотел бы примирить их. Князья явились к литовскому князю со всеми знатнейшими боярами, так что в незапертом городе не осталось ни одного воеводы, ни стражи. Как только князья вступили в шатёр Витовта, последний объявил их своими пленниками, и город без труда был занят литовцами. Глеб получил в удел Полонное в Великом княжестве Литовском и пал в битве с ордынцами на берегах реки Ворсклы в 1399 году.
Дети: Дмитрий (родоначальник князей Жижемских и Соломерецких) и Иван (родоначальник князей Коркодиновых).